# آیلا
آلِیا (به اسپانیایی: Alella) یک شهرستان در اسپانیا است که در بارسلون واقع شده‌است.

## خصوصیات
آلیا ۹٫۵۹ کیلومترمربع مساحت و ۸٬۹۹۸ نفر جمعیت دارد و ۹۰ متر بالاتر از سطح دریا واقع شده‌است.